# Alou Diarra
Alou Diarra (født 15. juli 1981 i Paris, Frankrig) er en fransk fodboldspiller, der spiller som midtbanespiller. Han har en lang karriere bag sig i adskillige europæiske topklubber som blandt andet Bayern München i Tyskland, engelske Liverpool og West Ham samt Lyon, Bordeaux og Marseille i hjemlandet.
Diarra står noteret for 44 kampe for Frankrigs landshold.

## Klubkarriere
Diarra startede sin seniorkarriere i år 1999 i den lille klub CS Louhans-Cuiseaux, men blev allerede året efter solgt til den tyske storklub Bayern München. Han tilbragte to sæsoner i klubben uden at opnå nævneværdig spilletid, og skiftede i 2002 til engelske Liverpool F.C. Heller ikke her kom Diarra i betragtning til førsteholdet, men tilbragte sine tre år i klubben på bænken, og på lejemål hos Le Havre AC og SC Bastia i sit hjemland.
I 2004 forlod Diarra Liverpool, og flyttede tilbage til Frankrig, hvor han skrev kontrakt med RC Lens. Her blev han for første gang i flere år en fast del af sit hold, og var frem til 2006 en vigtig del af truppen. Hans succes i Lens førte til at Diarra herefter blev solgt til mesterholdet Olympique Lyon, hvor han i 2007 var med til at blive fransk mester.
Diarra blev dog ikke fast mand i Lyon-klubben, og skiftede derfor i 2007 til Girondins Bordeaux. Her vandt han i 2009 sit andet franske mesterskab, da Bordeaux tog titlen.
I 2012 forlod Diarra Bordeaux til fordel for West Ham United F.C. I 2013 udlejet til Stade Rennais FC.

## Landshold
Diarra står (pr. marts 2018) noteret for 44 kampe for det franske landshold, som han debuterede for i et opgør mod Irland den 9. oktober 2004. Han blev senere af landstræner Raymond Domenech udtaget til VM i 2006 i Tyskland, hvor holdet nåede finalen. Desuden deltog han ved VM i 2010 i Sydafrika.

## Titler
Ligue 1
- 2007 med Olympique Lyon
- 2009 med Girondins Bordeaux